# Bastilla missionarii
Bastilla missionarii là một loài bướm đêm thuộc họ Erebidae. Nó là loài duy nhất được tìm thấy ở quần đảo Tanimbar ở Indonesia.